# Змазнево (Алтайский край)
Змазнево — посёлок в Заринском районе Алтайского края Российской Федерации. Входит в состав Новодраченинского сельсовета.

## География
Посёлок Змазнево расположен в северо-восточной части края, у реки Прямая, при впадении в р. Боровлянка.
Климат
континентальный. Средняя температура января −17,7 °C, июля +19,2 °C. Годовое количество атмосферных осадков — 450 мм.

## История
Посёлок входит в муниципальное образование «Новодраченинский сельсовет» согласно муниципальной и административно-территориальной реформе 2007 года.

## Население
| 1997 | 1998 | 1999 | 2000 | 2001 | 2002 | 2003 | 2004 | 2005 |
| ---- | ---- | ---- | ---- | ---- | ---- | ---- | ---- | ---- |
| 143  | ↘129 | ↗144 | ↗152 | ↘148 | ↘140 | ↗153 | ↘152 | ↘148 |
| 2006 | 2007 | 2008 | 2009 | 2010 | 2011 | 2012 | 2013 |      |
| ↘139 | ↘128 | ↘127 | ↘122 | ↘118 | ↘117 | ↗120 | ↘97  |      |

национальный состав
Согласно результатам переписи 2002 года, в национальной структуре населения русские составляли 93 % от 156 жителей.

## Инфраструктура
Экономика
Основное направление — сельское хозяйство.

## Транспорт
Посёлок доступен автомобильным транспортом.
Стоит на дороге общего пользования межмуниципального значения «Смазнево — Зыряновка — Жуланиха» (идентификационный номер 01 ОП МЗ 01Н-1308).